# Teixidor de Fox
El teixidor de Fox (Ploceus spekeoides) és un ocell de la família dels ploceids (Ploceidae).

## Hàbitat i distribució
Habita pantans de l'est d'Uganda.